# مجموعة شوين
مجموعة شوين هي واحدة من أكبر مجموعات المخطوطات الخاصة في العالم، وتقع معظمها في أوسلو ولندن. تأسست في القرن العشرين على يد والد المالك الحالي مارتن شوين [الإنجليزية]، وهي تتألف من مخطوطات ذات أصول عالمية، تمتد على مدى 5000 عام من التاريخ. تحتوي على أكثر من 13 ألف قطعة مخطوطة، أقدمها يعود تاريخها إلى حوالي 5300 سنة. توجد مخطوطات من 134 دولة ومنطقة مختلفة، تمثل 120 لغة و185 نصًا.
تقوم المجموعة بجمع وحفظ المخطوطات المتنوعة من جميع أنحاء العالم، بغض النظر عن الجغرافيا والثقافة واللغة والعرق والخلفية الدينية. وتعلن أن اهتمامها ينصب على "تطوير دراسة الثقافة والحضارة الإنسانية" على مدى آلاف السنين. وقد تم الحصول على بعض مقتنياتها الأخيرة من المناطق المتضررة من الحرب الأهلية في الشرق الأوسط وأفغانستان، حيث قام أمراء الحرب والمهربون بتدمير المواقع القديمة للعثور على مشترٍ لشظايا المخطوطات القديمة والتحف الفنية. 

## مخاوف الاستحواذ
ربما تم الحصول على بعض العناصر الموجودة في مجموعة شوين من خلال معاملات السوق السوداء التي تشجع على المزيد من التدمير المتهور للمواقع القديمة، والإساءة غير القانونية للمواقع التراثية، وتمويل الإرهابيين أو زعماء الحرب الأهلية.  على سبيل المثال، سعت العراق وأفغانستان إلى استعادة بعض العناصر التي تم الحصول عليها مؤخرًا من مجموعة شوين. وتنص المجموعة على أنها "تدعم بقوة نظامًا صارمًا لحماية الثقافة"، وتبذل جهودًا نشطة نحو الامتثال الاستباقي للقانون، وهي "جامعة خاصة أخلاقية في الحفاظ على تراث البشرية جمعاء". وقد أثيرت هذه المخاوف أيضًا بشأن مصدر العديد من المواد المسمارية الموجودة في مجموعة شوين والتي يعتبرها البعض ممتلكات ثقافية ملوثة. 

### أوعية التعويذة
زُعم أن أوعية التعويذة الآرامية الـ 654  تنتمي إلى العراق، ويُزعم أنها سُرقت بعد أغسطس/آب 1990، ونُقلت إلى الأردن، وأُعيد بيعها بواسطة تاجر فني محلي يُدعى غسان ريحاني، ومن خلال وسطاء اشترتها المجموعة.  وبعد ذلك قدمت مجموعة شوين الأوعية إلى كلية لندن الجامعية للدراسة الأكاديمية. وزعم ناشطون في عام 2003 أن هذه القطع الأثرية سُرقت من العراق وتم الاتجار بها بطريقة غير مشروعة، ويجب إعادتها إلى العراق. أنشأت الجامعة لجنة للتحقيق في هذه المطالبات في عام 2004، وقامت مجموعة شوين برفع دعوى قضائية ضد الجامعة بشأن الأوعية. أنكرت مجموعة شوين أن تكون هذه الأوعية مسروقة أو مهربة، وقدمت وثائق رسمية صادرة عن الحكومة الأردنية كدليل على أن المصدر الأردني كان يمتلكها قبل عام 1965. توصلت كلية لندن الجامعية إلى تسوية، ودفعت مبلغًا غير معلن عنه كتعويض، وقمعت تقريرها الخاص بشأن مصدر الأوعية، وأعادت العناصر إلى مجموعة شوين.  

## المخطوطات البارزة
تحافظ مجموعة شوين على بعض أقدم الاكتشافات والمخطوطات الأثرية المعروفة.

### العالم القديم
- المخطوطة رقم 1717 (القرن الحادي والثلاثين قبل الميلاد)، لوح كوشيم ، وهو سجل مسماري سومري لإنتاج البيرة، وقد وقع عليه ربما أول مثال لشخص مذكور اسمه في الكتابة
- مخطوطة رقم 2064 (القرن الحادي والعشرين قبل الميلاد)، قانون أور نمو ، نص سومري . [13]
- مخطوطة رقم 2781 (2000–1600 قبل الميلاد)، تقويم بابلي.[14]
- خاتم توت عنخ آمون
- MS 108 "الأبجدية اليونانية الأقدم" النحاس، قبرص ، حوالي 1850 800 قبل الميلاد، لوحان، 21×13 سم، عمود واحد، (19×10 سم)، 20-23 سطرًا بأحرف كبيرة يونانية قديمة مع بعض أشكال الحروف السامية الشمالية ( الفينيقية ) بواسطة كاتبين أو أكثر.
- MS 5236 ، طبعة كتلة يونانية قديمة من القرن السادس قبل الميلاد
- من المرجح أن المخطوطات البوذية والهندوسية القديمة تم استعادتها من المواقع البوذية المدمرة مؤخرًا مثل باميان في أفغانستان وأطلال الأديرة البوذية الأخرى في شمال غرب باكستان منذ تسعينيات القرن العشرين. [15] [16]
- المخطوطة رقم 193 (القرن الثالث الميلادي)، مخطوطة كروسبي شوين [الإنجليزية]، وهي مخطوطة توراتية باللغة القبطية ؛ تحتوي على: يونان، والمكابيين الثاني، وبطرس الأولى، و"عيد الفصح" لميليتون [الإنجليزية]، وعظة مجهولة الهوية. يُعتقد أنه أحد أقدم الكتب الموجودة. [17]
- المخطوطة رقم 2650 (القرن الرابع الميلادي)، مخطوطة شوين ، أقدم إنجيل متى باللهجة القبطية
- منذ عام 1994، استحوذت مجموعة شوين على 115 قطعة من مخطوطات البحر الميت من 15 مخطوطة مختلفة.
- MS 035، المخطوطة السينائية زوسيمي ريسكريبتوس، طرس على رق من جبل سيناء [18]
- MLSC 2، نزول إيوار ، تميمة من الرصاص المندائي [الإنجليزية] [19] [20]
- البرديات اليونانية، تم تحرير ثلاثة مجلدات منها بواسطة روزاريو بينتودي [الإنجليزية] وعلماء آخرين.

## طالع أيضًا
- طاس سحري

### العصور الوسطى والحديثة
- المخطوطة 1 ( حوالي عام 1300)، وهي جزء من مخطوطة الخطب الفرنسية، في تجليد من إنتاج مانويل ديل نافارو، تم الحصول عليها في عام 1955
- المخطوطة رقم 4457 (1865-1879 م)، دفتر حسابات الزعيم ليتل شيلد من قبيلة شايان ، يسجل حرب الهنود في نهر بلات [الإنجليزية] عام 1865.
- المخطوطات المتعلقة بالبوذية والهندوسية والجاينية والسيخية

## روابط خارجية
- مجموعة شوين